# آلبوفرحان
آلبوفرحان: از ایل طبیشی بوده و در خوزستان در روستاهای نهر یوسف،سعیدان، یوگه،شاخوره،چمیان،چوئبده و تنگه و خرمشهر و آبادان و جراحی و سربندر و کوت عبدالله ملاثانی و شعبیه و در عراق در بصره ساکن هستند.

به دنبال اعلام استقلال قبایل عرب خوزستان چون آل کثیر و بنی‌طرف و نیز ضعف کعب البوناصر در نتیجه کشمکش‌های درونی، ناصرالدین شاه در ۱۲۷۴ حکومت خوزستان را به حاج جابرخان واگذار کرد و به او اختیار داد تا عشایر سرکش را مطیع کند. وی که مردی کاردان و ثروتمند بود، با طوایف معروف منطقه چون بنی‌هلال، البوفرحان و بغلان، قبیله بزرگ مُحَیسِن را تشکیل داد که بتدریج سایر عشایر به آن پیوستند.
شیخ محمد پسر شیخ صادق  طبیشی  زعامت این خاندان را بر عهده دارد.ضمنا ایل محیسن ابن ربیعه ابن عامر ابن صعصعه میباشد .شاعر معروف عرب مرحوم عبدالخضرالنصار ازاین خانواده میباشد.که قبلاً ساکن همیلی بوده اند.
دانشنامه جهان اسلام: